# Tetrahydrofuran
Tetrahydrofuran, ofta förkortat THF, är en färglös lättflytande vätska (kokpunkt 66 °C) med en eteraktig söt doft.

## Egenskaper
THF är löslig i de flesta andra organiska lösningsmedel och är själv ett utmärkt lösningsmedel för många organiska föreningar. THF är blandbart med vatten i alla proportioner. I likhet med andra etrar är THF inert och påverkas inte av alkalimetaller, metallorganiska föreningar, starka reduktionsmedel, syror eller baser. Undantag är oxidationsmedel som kan oxidera THF till motsvarande peroxid, vilken är ytterst brandfarlig och explosiv. Detta kan ske om THF får stå i kontakt med luft under någon tid, varför alltid gamla flaskor med THF bör testas om de innehåller peroxid. På grund av denna risk tillsätts vanligen en antioxidant, BHT, som skall hämma peroxidbildning. Trots att molekylen är cyklisk och liknar aromatiska kolväten så innehåller den inga dubbelbindningar och är inte aromatisk.

## Användning
THF är ett vanligt lösningsmedel inom organisk syntes och kemisk industri. Det lämpar sig mycket väl för metallorganiska reaktioner, till exempel grignardreaktioner, reaktioner med butyllitium samt reduktion med litiumaluminiumhydrid.

## Faror
THF är irriterande för ögon, andningsorgan och kan vid höga koncentrationer verka nedsättande på centrala nervsystemet. Ångan har narkotiska egenskaper och djurförsök visar att höga exponeringar under lång tid kan ge lever- och njurskador, samt verka nedsättande på blodtryck och ge kronisk irritation av och skador på andningsorganen (dessa effekter är inte rapporterade från människa).